# Tymczasowy Komitet Ludowy Korei Północnej
Tymczasowy Komitet Ludowy Korei Północnej (kor. 북조선림시인민위원회) – rząd sprawujący władzę od lutego 1946 w opanowanej przez komunistów części Półwyspu Koreańskiego. Na jego czele stał Kim Ir Sen. W 1947 roku w jego miejscu utworzono Komitet Ludowy Korei Północnej.
9 września 1948 r. proklamowano Koreańską Republikę Ludowo-Demokratyczną, stąd ostatecznie rozwiązano tymczasowy komitet ludowy.